# オッターヴァ・リーマ
オッターヴァ・リーマ（Ottava rima、八行詩体）とは、イタリア起源の押韻されたスタンザ（詩節、連）のこと。元々は英雄的テーマの長詩に使われた。最初に使ったのはジョヴァンニ・ボッカッチョ（ボッカチオ）である。しかし後には、擬似英雄詩を書く時に人気の詩体となった。

## 形式
英文学の中で、オッターヴァ・リーマを使った詩は、一般にiambic pentameter（弱強五歩格）の行、8行でできている。各スタンザの押韻構成は「a-b-a-b-a-b-c-c」である。それ以前のオッターヴァ・シチリアーナ（またはオッターヴァ・ナポレターナ、Sicilian octave）という詩形に似ているが、別個の進化を遂げたもので、関連性もない。オッターヴァ・シチリアーナは中世のstrambottoから派生したもので、ソネットの発展においてきわめて重大なステップであった。それに対してオッターヴァ・リーマはスタンザ形式のカンツォーナと関係がある。

## 歴史
ボッカッチョは多くの詩の中でオッターヴァ・リーマを使ったが、その中でも重要なのは、『テセイデ（Teseide）』（1340年）、『フィロストラト（Filostrato）』（1347年）である。この2つの詩によって、オッターヴァ・リーマは2世紀にわたり、イタリア語の叙事詩を書く時の主要素と定義付けられた。 ポリツィアーノも使ったし、マッテーオ・マリーア・ボイアルドも1486年に代表作『恋するオルランド』をオッターヴァ・リーマで書いた。ルイジ・プルチ（Luigi Pulci）は、半分シリアスで半分おちゃらけの擬似英雄詩『モルガンテ』にオッターヴァ・リーマを用い、その使い方が英語圏読者にはもっとも馴染みのある使い方となった。とはいえ、ルドヴィーコ・アリオストやトルクァート・タッソはシリアスな叙事詩にオッターヴァ・リーマを使い続けた。後には、イタリアのオペラの台本作家もオッターヴァ・リーマを使った。『コジ・ファン・トゥッテ』（1790年）のタイトル（Così fan tutte, ossia La scuola degli amanti）はその有名な例だが、それ以降は使われなくなった。
イギリスでオッターヴァ・リーマが最初に現れたのはエリザベス朝で、タッソとアリオストの翻訳の中だった。しかし、オッターヴァ・リーマは新作詩を作るうえで人気を得るにいたらず、唯一ウィリアム・ブラウン（William Browne）の『Britannia's Pastorals（ブリタニアの羊飼い）』が知られるくらいである。ところが、John Hookham Frereが1817年に擬似英雄詩『Whistlecraft』でオッターヴァ・リーマを効果的に使った。それを読んだジョージ・ゴードン・バイロンは、オッターヴァ・リーマの可能性を見て取った。バイロンはすぐさま『ベッポ 』（1818年）でオッターヴァ・リーマを使い、さらに『ドン・ジュアン』（1819年 - 1924年）、『Vision of Judgment』（1822年）でも使用した。この『ドン・ジュアン』はオッターヴァ・リーマを使ったイギリスの詩の中で最も有名なものと言っていいだろう。パーシー・ビッシュ・シェリーも『ホメーロス風讃歌』の翻訳にオッターヴァ・リーマを使った。20世紀になってからは、ウィリアム・バトラー・イェイツが『ビザンティウムへの航海』や『学童たちのあいだで』といった後期の詩のいくつかで、半韻と一緒に、オッターヴァ・リーマを使った。
イタリア、イギリス以外では、オッターヴァ・リーマはそれほど普及しなかったが、スペインの詩人フアン・ボスカン（Juan Boscán）やアロンソ・デ・エルシーリャ（Alonso de Ercilla）、ロペ・デ・ベガが試用した。さらにオッターヴァ・リーマは、イタリアの叙事詩を翻案した『Bovo-Bukh』（1507年 - 1508年。Bovo-Bukh参照）など、いくつかの中世イディッシュ語叙事詩の韻律でもあった。

## 例
Or, se mi mostra la mia carta il vero, - (a)
non è lontano a discoprirsi il porto; - (b)
sì che nel lito i voti scioglier spero - (a)
a chi nel mar per tanta via m'ha scorto; - (b)
ove, o di non tornar col legno intero, - (a)
o d'errar sempre, ebbi già il viso smorto. - (b)
Ma mi par di veder, ma veggo certo, - (c)
veggo la terra, e veggo il lito aperto. - (c)
(アリオスト『狂えるオルランド』）
"Go, little book, from this my solitude!
I cast thee on the waters – go thy ways!
And if, as I believe, thy vein be good,
The world will find thee after many days."
When Southey 's read, and Wordsworth understood,
I can't help putting in my claim to praise –
The four first rhymes are Southey's every line:
For God's sake, reader! take them not for mine.
（バイロン『ドン・ジュアン』）